# Onychopathie
Onychopathie is de geneeskundige benaming voor ziekten van de nagel
- anonychie: het ontbreken van nagels (congenitaal)
- azotemische onychopathie: gevolg van uremie
- ectodermale dysplasie: aanlegstoornis van nagels en/of haren en/of tanden en/of zweetklieren
- hyponychie: onvolgroeid zijn van nagels
- horlogeglasnagel
- koilonychie: lepelnagels
- leukonychie: witte verkleuring van de nagels
- nageldystrofie
- nagel-patellasyndroom
- onychia punctata: putjesnagels
- onychoatrofie
- onychoauxis: verdikking van de nagelplaat
- onychocryptose: ingegroeide nagel
- onychogryfose: klauwnagels
- onychokeratose: verdikking van de nagelplaat
- onycholyse: loslating van de nagel
- onychomadese: volledige loslating van de nagel
- onychomycose: schimmelinfectie van de nagel
- paronychie: nagelriemontsteking
- platyonychie: vlakke nagel
- pterychium
- racket nails
- yellow nails
- onychofagie: nagelbijten
- onychoschizis: horizontale nagelsplijting
- onychotillomanie: peuteren aan nagels

## Geen ziekte
- Tenenkaas